# Rice Bowl
Rice Bowl – finałowy mecz o mistrzostwo Japonii w futbolu amerykańskim. W meczu tym do 2022 roku spotykali się mistrz zawodowej ligi X-League i akademicki mistrz kraju wyłaniany w Koshien Bowl w którym spotykają się akademicki mistrz zachodniej i wschodniej Japonii. Od sezonu 2022 Rice Bowl jest meczem finałowym zawodowej X-League. Mecz rozgrywany jest zawsze 3 stycznia, od 1992 roku na stadionie Tokyo Dome. 

## Zwycięzcy
| Rok  | Zdobywca                           | Wynik | Wicemistrz                         | Widzów |
| ---- | ---------------------------------- | ----- | ---------------------------------- | ------ |
| 1984 | Kyoto University Gangsters         | 29-28 | Renown Rovers                      | ?      |
| 1985 | Nihon University Phoenix           | 53-21 | Renown Rovers                      | ?      |
| 1986 | Renown Rovers                      | 45-42 | Kwansei Gakuin University Fighters | ?      |
| 1987 | Kyoto University Gangsters         | 35-34 | Renown Rovers                      | ?      |
| 1988 | Kyoto University Gangsters         | 42-8  | Renown Rovers                      | ?      |
| 1989 | Nihon University Phoenix           | 47-7  | Renown Rovers                      | ?      |
| 1990 | Nihon University Phoenix           | 42-14 | Asahi Beer Silver Star             | ?      |
| 1991 | Nihon University Phoenix           | 35-13 | Matsushita Denko Impulse           | ?      |
| 1992 | Onward Oarks                       | 28-6  | Kwansei Gakuin University Fighters | ?      |
| 1993 | Asahi Beer Silver Star             | 29-20 | Kyoto University Gangsters         | ?      |
| 1994 | Asahi Beer Silver Star             | 28-23 | Kwansei Gakuin University Fighters | ?      |
| 1995 | Matsushita Denko Impulse           | 16-14 | Ritsumeikan University Panthers    | ?      |
| 1996 | Kyoto University Gangsters         | 35-21 | Matsushita Denko Impulse           | ?      |
| 1997 | Recruit Seagulls                   | 19-16 | Kyoto University Gangsters         | ?      |
| 1998 | Kajima Deers                       | 39-0  | Hosei University Tomahawks         | ?      |
| 1999 | Recruit Seagulls                   | 30-16 | Ritsumeikan University Panthers    | ?      |
| 2000 | Asahi Beer Silver Star             | 33-17 | Kwansei Gakuin University Fighters | ?      |
| 2001 | Asahi Soft Drink Challengers       | 52-13 | Hosei University Tomahawks         | ?      |
| 2002 | Kwansei Gakuin University Fighters | 30-27 | Asahi Soft Drink Challengers       | ?      |
| 2003 | Ritsumeikan University Panthers    | 36-16 | Recruit Seagulls                   | ?      |
| 2004 | Ritsumeikan University Panthers    | 28-16 | Onward Skylarks                    | ?      |
| 2005 | Matsushita Denko Impulse           | 26-7  | Ritsumeikan University Panthers    | 28.000 |
| 2006 | Obic Seagulls                      | 47-17 | Hosei University Tomahawks         | 28.041 |
| 2007 | Onward Skylarks                    | 30-29 | Hosei University Tomahawks         | 32.598 |
| 2008 | Matsushita Denko Impulse           | 58-32 | Kwansei Gakuin University Fighters | 34.487 |
| 2009 | Ritsumeikan University Panthers    | 17-13 | Panasonic Denko Impulse            | 34.655 |
| 2010 | Kajima Deers                       | 19-16 | Kwansei University Kaisers         | 35.742 |
| 2011 | Obic Seagulls                      | 24-0  | Ritsumeikan University Panthers    | 35.750 |
| 2012 | Obic Seagulls                      | 38-28 | Kwansei Gakuin University Fighters | 25.059 |
| 2013 | Obic Seagulls                      | 21-15 | Kwansei Gakuin University Fighters | 27.371 |
| 2014 | Obic Seagulls                      | 34-16 | Kwansei Gakuin University Fighters | 29.564 |
| 2015 | Fujitsu Frontiers                  | 33-24 | Kwansei Gakuin University Fighters | 30.361 |
| 2016 | Panasonic Impulse                  | 22-19 | Ritsumeikan University Panthers    | 31.345 |
| 2017 | Fujitsu Frontiers                  | 30-13 | Kwansei Gakuin University Fighters | 33.521 |
| 2018 | Fujitsu Frontiers                  | 37-9  | Nihon University Phoenix           | 34.510 |
| 2019 | Fujitsu Frontiers                  | 52-17 | Kwansei Gakuin Fighters            | 33.242 |
| 2020 | Fujitsu Frontiers                  | 38-14 | Kwansei Gakuin Fighters            | 31.752 |
| 2021 | Obic Seagulls                      | 35-18 | Kwansei Gakuin Fighters            | ?      |

## Bilans klubów
| Liczba tytułów | Klub                               | Lata triumfów                                  |
| -------------- | ---------------------------------- | ---------------------------------------------- |
| 8              | Obic Seagulls                      | 1997, 1999, 2006, 2011, 2012, 2013, 2014, 2021 |
| 5              | Fujitsu Frontiers                  | 2015, 2017, 2018, 2019, 2020                   |
| 4              | Panasonic Impulse                  | 1995, 2005, 2008, 2016                         |
| 4              | Kyoto University Gangsters         | 1984, 1987, 1988, 1996                         |
| 4              | Nihon University Phoenix           | 1985, 1989, 1990, 1991                         |
| 3              | Ritsumeikan University Panthers    | 2003, 2004, 2009                               |
| 3              | Asahi Beer Silver Star             | 1993, 1994, 2000                               |
| 2              | Kajima Deers                       | 1998, 2010                                     |
| 1              | Onward Skylarks                    | 2007                                           |
| 1              | Asahi Soft Drink Challengers       | 2001                                           |
| 1              | Kwansei Gakuin University Fighters | 2002                                           |
| 1              | Onward Oaks                        | 2000                                           |
| 1              | Renoun Rovers                      | 1986                                           |